# DL건설
DL건설은 DL그룹 계열의 종합건설사로 1956년 천광사로 설립 후 1981년 종합건설업체로 발돋움하면서 ㈜삼호로 사명 변경, 2020년 고려개발과 합병하여 7월 1일 대림건설로 공식 출범했다. 본사는 인천광역시 남동구 미래로 14 (구월동)에 있으며, 서울사무소는 서울특별시 영등포구 여의대로 24 여의도 전경련회관 24~26층 사이에 위치하고 있다.
국토교통부가 발표한 2020년 시공능력평가 결과, 토건 시공능력평가액 1조 8,089억 원으로 17위를 기록했다. DL이앤씨와 e편한세상 아파트 브랜드를 공동 사용한다.

## 회사
1956년 설립되었으며, DL건설은 DL그룹 계열사로 대한민국의 건설 산업을 선도하는 기업이며, 건축, 토목 등 건설 분야에 다양한 서비스와 제품을 공급하고 있다.
 DL건설은 창립 이래, 해외 건설업 면허 1호 취득, 국내 최초 오피스텔 도입, 국내 신탁형 정비사업 1호 진출 등 건설산업의 새로운 패러다임을 열어가는 기업이다.
 DL건설은 건축사업 전반에 시공능력을 인정받고 있는 삼호와 고속도로, 고속철도, 교량, 항만 등 토목 분야에 특화되어 있는 고려개발이 인수 합병하여 시공능력평가 10위권 진입을 목표로 사업 기반을 다지고 있다.

## 사업 분야
건축, 주택, 토목

## 역사
- 1956년 (주)천광사로 설립
- 1969년 경부고속도로 준공
- 1972년 네팔 카트만두에 해외지사 설치(최초 해외공사 수주)
- 1976년 (주)삼호주택으로 상호변경 및 본점이전
- 1976년 해외건설업 토목부문 면허취득 (제1호)
        해외건설업 건축부문 면허취득 (제1호)
- 1981년 상호변경 : (주)삼호주택 → (주)삼호
- 1985년 국내 최초 오피스텔 고려아카데미텔 도입
- 1986년 7월 대림그룹 편입
- 2016년 서부 수도권 서쪽 지역에 소재하고 있는 고속도로(수원~광명) 개통
- 2016년 대전 용운주공아파트 주택재건축정비사업 수주(최초 신탁형 정비사업)
- 2020년 7월 고려개발(주)과 합병, 상호변경 '대림건설 주식회사'
- 2021년 3월 디엘건설 주식회사로 상호 변경

## 본점 및 지점 현황
- 본점 : 인천광역시 남동구 미래로 14 (구월동)
- 서울사무소 : 서울특별시 영등포구 여의대로 24, 25층, 26층 (여의도동, 전국경제인연합회회관)

## 브랜드
자사 브랜드 아파트인 e편한세상을 시공하고 있다. 국내 최초 아파트 브랜드이며,2020년 e편한세상 2.0 브랜드 리뉴얼 이후 현재 모습이다. 오렌지 컬러의 구름 심볼은 최상의 편안함, 따뜻하고 풍요로운 삶의 모습을 상징한다.

## 건설사 시공능력평가
대림건설의 국토교통부 건설사 시공능력평가액은 다음과 같다.
| 연도 | 평가액(원)  | 순위 |
| ---- | ----------- | ---- |
| 2020 | 1조 8,089억 | 17   |
| 2024 | 3조 4,698억 | 13   |

## 같이 보기
- DL그룹
- DL이앤씨
- e편한세상
- 고려개발